# Schilddrüsenadenom

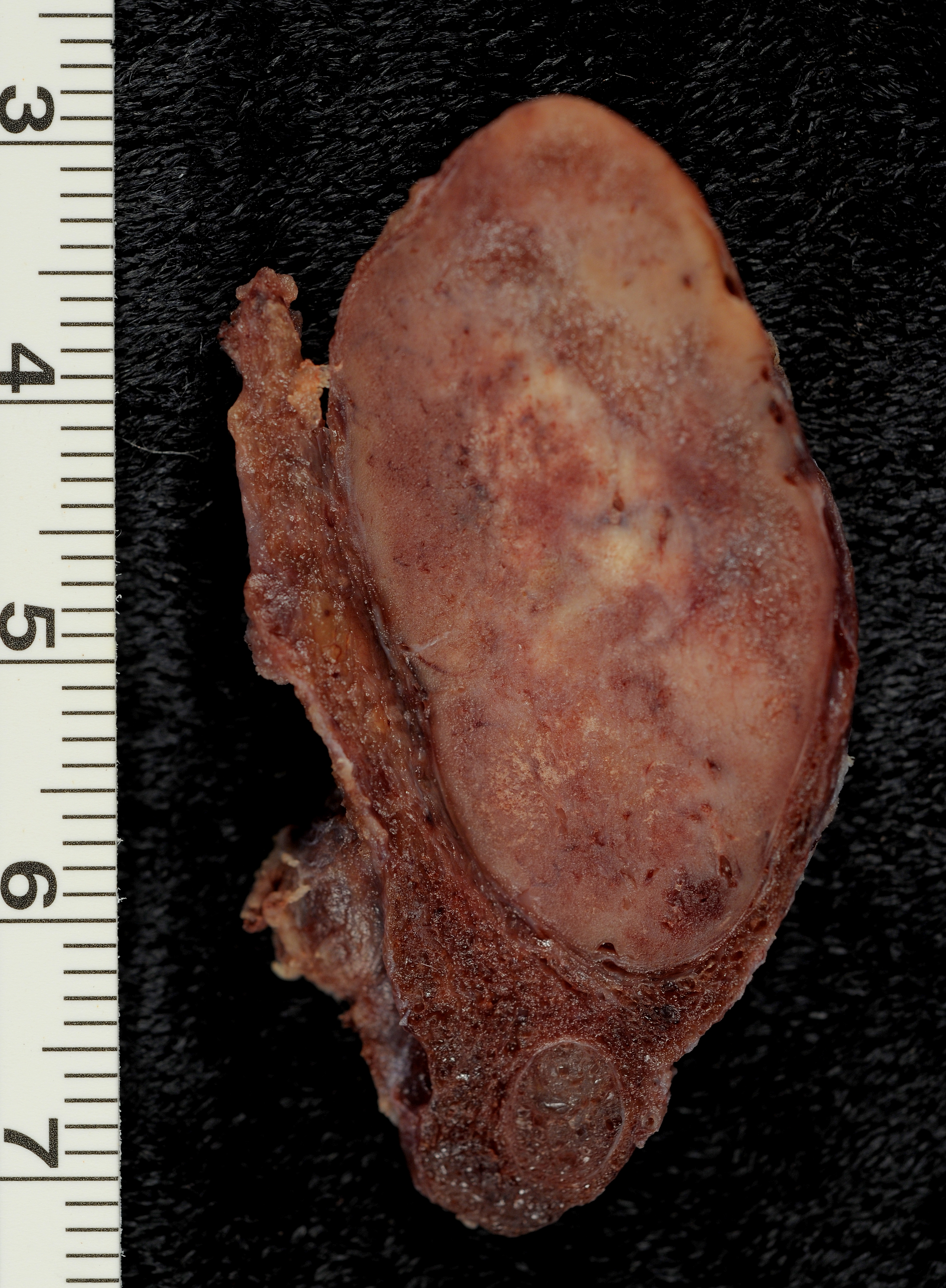
Resektionspräparat mit einem follikulären Adenom

Das gutartige Adenom ist die häufigste Tumorart der Schilddrüse. Es ist eine Neoplasie aus epithelialen Schilddrüsenzellen mit umgebender Kapsel, die bis zu 10 cm groß werden kann. Die histologische Untergliederung (follikuläre, trabekuläre, hellzellige Adenome usw.) ist klinisch kaum bedeutsam, nur die sogenannten Autonomen Adenome werden wegen ihrer hormonellen Aktivität früher auffällig und behandlungsbedürftig. Mit zunehmender Größe entwickeln Adenome Zysten, Septen und Verkalkungen, die man regressive Veränderungen nennt.
Follikuläre Adenome haben ein relevantes (2–5 %) Entartungsrisiko. Die sonographische und radiologische Bildgebung kann sie nicht in allen Fällen sicher vom Schilddrüsenkarzinom trennen. Deshalb sollten größere, szintigraphisch kalte (kein Hormon produzierende) Schilddrüsenknoten in der Regel entfernt und kleine (bis ca. 1 cm) zumindest regelmäßig bildgebend kontrolliert und evtl. biopsiert werden.
Fast alle Adenome haben die Follikelzellen zum Ursprung. Das C-Zell-Adenom ist eine sehr seltene, erst 1988 beschriebene Variante, gewissermaßen die gutartige Version des medullären Karzinoms.

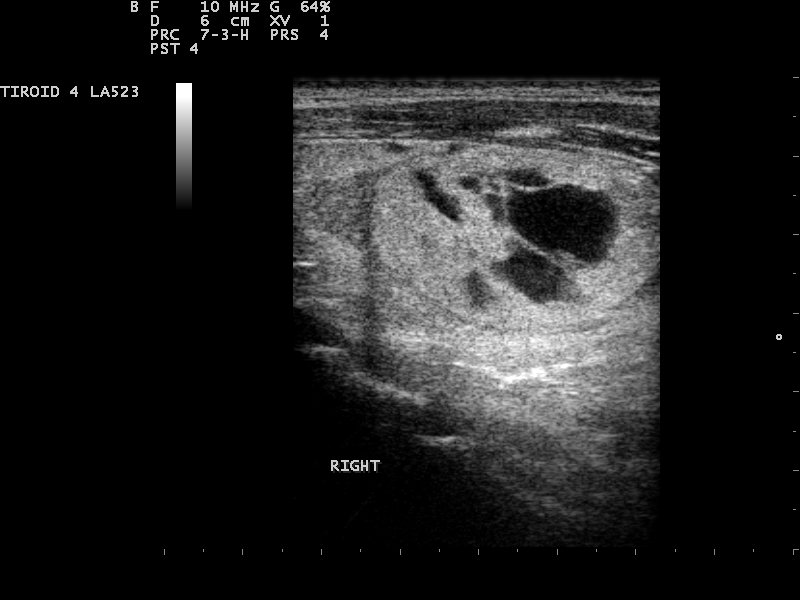
Sonographie eines Knotens mit regressiven Zysten
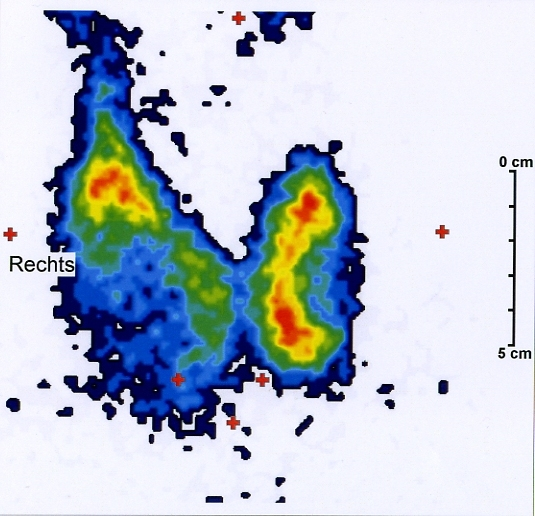
Szintigraphie eines kalten Knoten rechts
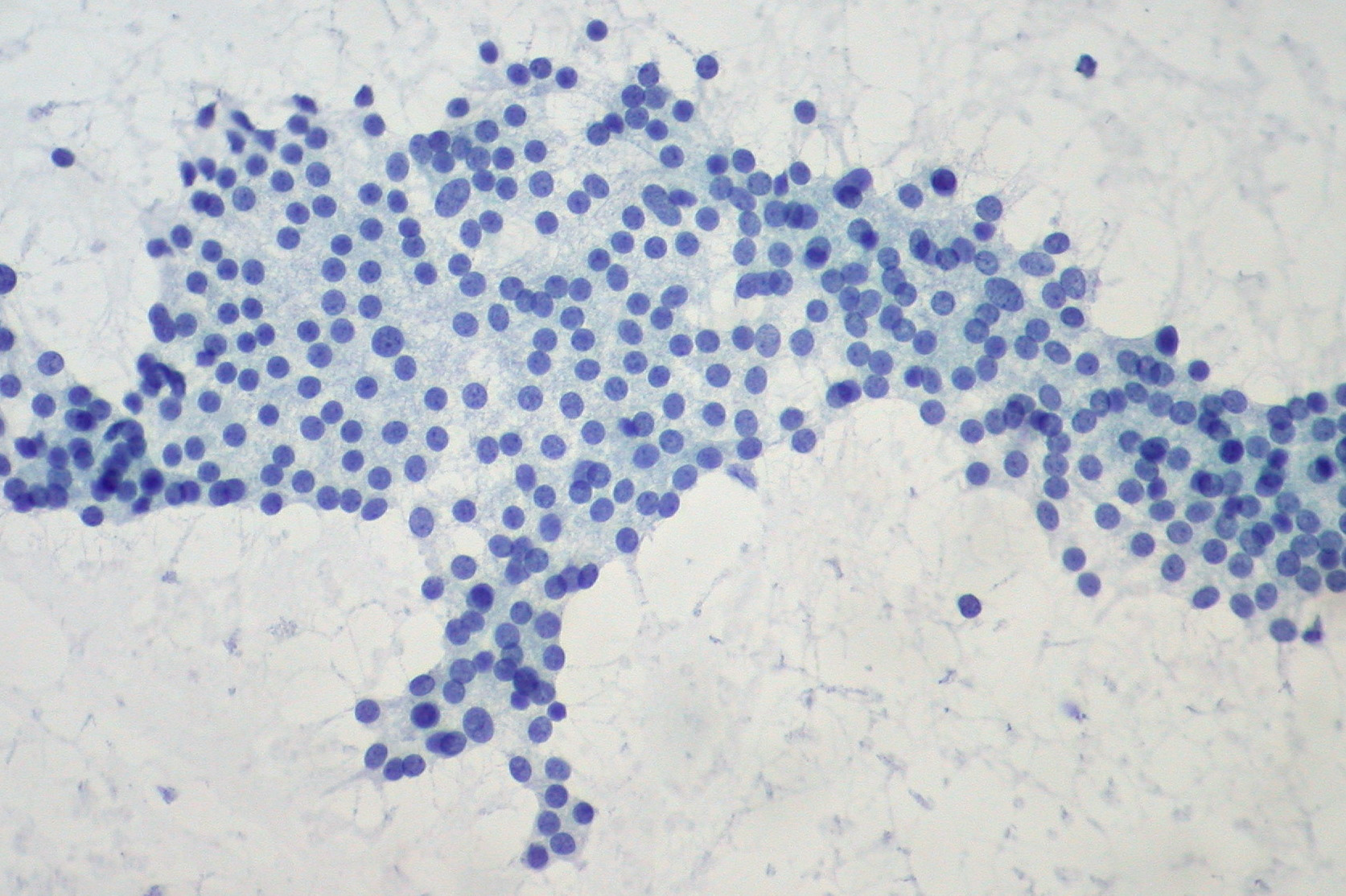
Feinnadelbiopsie eines Adenoms